# 220 Est 2401 à 2432

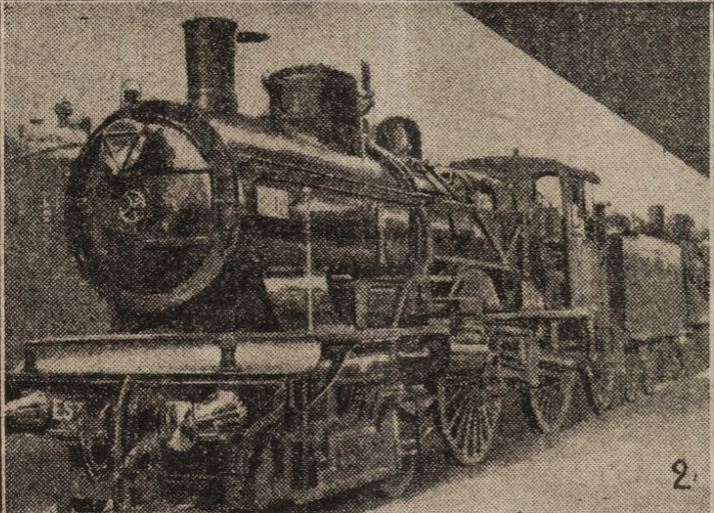
Illustration de 1925

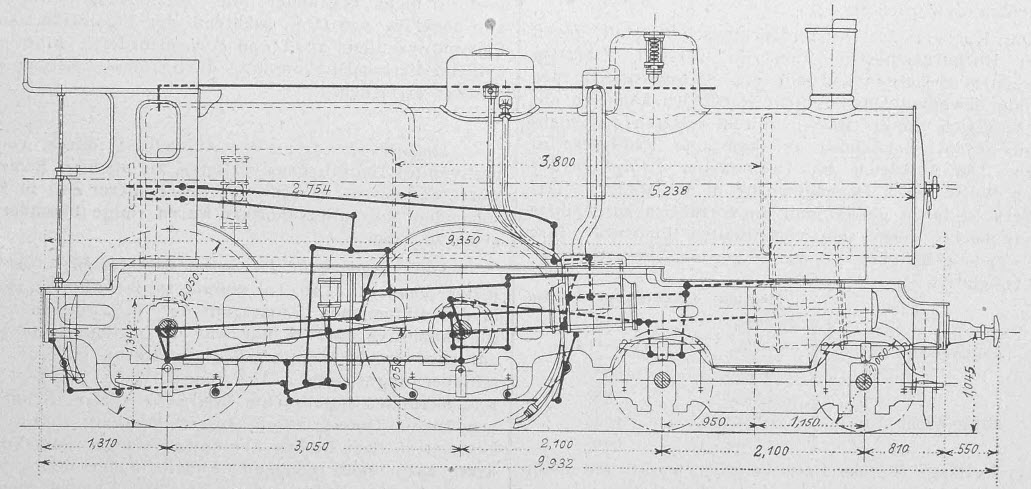
Coupe longitudinale d'une locomotive construit par les ateliers d'Épernay.

Les Outrance série 8v numéros 2401 à 2432 sont des locomotives à vapeur construites dans les ateliers de la Compagnie des chemins de fer de l'Est situés à Épernay et par la Société alsacienne de constructions mécaniques à Belfort de 1899 à 1900 de la façon suivante:
- les 2401 à 2422 par les ateliers d'Épernay de 1899 à 1900.
- les 2423 à 2432 par la SACM en 1900.

## Genèse
Ces machines sont nées du désir d'avoir des locomotives de vitesse pour trains rapides. En effet si la Compagnie des chemins de fer de l'Est met en service en 1897 ses premières machines compound, à savoir les 230 Est 3401 à 3500 (futures : 1-230 A 401 à 500 ) il s'avère que celle-ci avaient une vitesse limite trop faible. C'est pourquoi et à la suite d'essais avec une 220 de la Compagnie des chemins de fer du Midi, la 1760, dont les résultats furent encourageants, qu'il fut décidé de la construction de ces machines. La 1760 arriva en novembre 1896 et les essais débutèrent en décembre pour ce terminer en février 1897. Durant ces essais, la locomotive fut opposée à 3 puis 4 locomotives de la série 220 Est 801 à 840 (de) munies de chaudières Flaman à double corps, à savoir les 813, 834 et 836 puis la 840, où elle démontra sa supériorité malgré un prix d'achat plus élevé et un entretien plus élevé.

## Utilisation et services
La mise en service des locomotives de la première série au dépôt de Chaumont, puis de la deuxième série aux dépôts de Paris la Villette et de Chaumont permit immédiatement un abaissement des temps de parcours sur les grandes artères du réseau et en tête des trains les plus rapides, en montrant d'excellents résultats. Si les locomotives équipées de tiroirs cylindriques montraient une plus grande puissance la série ne fut pourtant pas équipée car la Compagnie mettait à l'étude les 3101 et 3102, prototypes de la série 230 Est 3103 à 3280 (futures : 1-230 J entre 108 et 219 ).
En effet, dès 1906, la livraison des 230 Est 3103 à 3280 mit fin peu à peu à la suprématie de ces petites locomotives en tête des trains express sur les grandes artères. À partir de cette date elles furent mutées sur des dépôts de moindre importance pour remorquer encore des express légers et perdirent leurs grands tenders pour des plus petits en rapport avec le service à effectuer et parce que la Compagnie voulait réemployer les grands tenders avec les 230 Est 3501 à 3890.
En 1938, il ne restait plus que 20 machines qui devinrent les : 1-220 A entre 401 et 432 à la SNCF. Au sortir de la Seconde Guerre mondiale il ne restait plus que 8 locomotives dont certaines en mauvais état. La série disparut des inventaires avec la radiation des 1-220 A 406 et 1-220 A 412 du dépôt de Nancy en 1947 qui déjà ne servaient plus que de générateurs d'eau chaude.
Si par le nombre ce fut la plus petite série de 220 construite, par l'ancienneté ce furent les plus jeunes et par la puissance ce furent les plus puissantes. Ce furent également les premières machines de vitesse à avoir une silhouette et les apparaux typiquement EST.

## Description
Ces machines disposaient d'un moteur à quatre cylindres compound du type « Du Bousquet De Glehn », avec les HP extérieurs et les BP intérieurs, et la distribution était du type « Walschaerts ». Le foyer était un foyer de type « Belpaire » . Le bogie était à longerons extérieurs et avait un déplacement latéral de + ou - 45 mm. Toutes les machines disposaient de tiroirs plans sauf les numéros 2421 et 2422 qui disposaient de tiroirs cylindriques. Cette série était divisée en deux sous-séries avec les numéros 2401 à 2408 d'une part et les numéros 2409 à 2432 d'autre part.
Les différences portent sur :
- l'empattement, plus grand de 100 mm sur la deuxième sous-série
- la longueur du faisceau tubulaire
- la position du régulateur
- la position du dôme
- la position de la sablière

## Tenders
Les tenders qui leur furent accouplés étaient soit :
- à 2 essieux et contenant 13 m3 d'eau et 5 t de charbon immatriculés 2106 à 2232 et qui deviendront les 1-13 C 106 à 232
- à 3 essieux et contenant 20 m3 d'eau et 6 t de charbon immatriculés 1841 à 1872 et qui deviendront les 1-20 A 41 à 72

Cependant elles pouvaient être accouplées à pratiquement tous les tenders de la Compagnie des chemins de fer de l'Est du moment.

## Caractéristiques
- Pression de la chaudière : 16 kg/cm2
- Surface de grille : 2,52 m2
- Surface de chauffe : 144,1 m2 pour les 2401 à 2408 et 159,1 m2 pour les 2409 à 2432
- Diamètre et course des cylindres HP : 350 mm × 640 mm
- Diamètre et course des cylindres BP : 550 mm × 660 mm
- Diamètre des roues du bogie : 1 060 mm
- Diamètre des roues motrices : 2 090 mm
- Masse à vide : 53,4 t pour les 2401 à 2408 et 54,4 t pour les 2409 à 2432
- Masse en ordre de marche : 58,8 t pour les 2401 à 2408 et 59,2 t pour les 2409 à 2432
- Masse adhérente : 34,5 t pour les 2401 à 2408 et 34,9 t pour les 2409 à 2432
- Longueur hors tout : 9,932 m
- Masse du tender en ordre de marche : 
35 t pour les 13 C 106 à 232
44,6 t pour les 20 A 41 à 72
- Masse totale : entre 93,8 t et 103,8 t
- Longueur totale : 17,272 m
- Vitesse maxi en service : 120 km/h

## Sources
- Jean Gillot, Les locomotives à vapeur de la S.N.C.F. Région Est, Éditions Picador, édition 1976
- Revue Le Train n° 213